# Monoxenus bicristatus
Monoxenus bicristatus là một loài bọ cánh cứng trong họ Cerambycidae.